# Cuscuta macrocephala
Cuscuta macrocephala är en vindeväxtart som beskrevs av Schoffner och Truman George Yuncker. Cuscuta macrocephala ingår i släktet snärjor, och familjen vindeväxter. Inga underarter finns listade i Catalogue of Life.